# Eddie Meduza
 (juillet 2022).
Si vous disposez d'ouvrages ou d'articles de référence ou si vous connaissez des sites web de qualité traitant du thème abordé ici, merci de compléter l'article en donnant les références utiles à sa vérifiabilité et en les liant à la section « Notes et références ».
Pour les articles homonymes, voir Meduza (homonymie).
Errol Leonard Norstedt, connu sous le nom d'Eddie Meduza, né le 17 juin 1948 dans la paroisse d'Örgryte à Göteborg (Suède) et mort le 17 janvier 2002 à Nöbbele (Suède), est un auteur-compositeur, parolier, musicien, comédien, chanteur et multi-instrumentiste suédois. Parmi ses instruments de prédilection, on trouve la guitare, la basse électrique, le saxophone, l'accordéon et le piano.

## Biographie
Errol Norstedt est né à Örgryte à Göteborg, mais est arrivé tôt dans le Småland. Ses parents étaient Mary Petersson et Stig Norstedt. Il avait quatre frères et sœurs, tous de pères différents. Son enfance a été marquée par une mère alcoolique et un mouvement constant. Quand Errol Norstedt avait 13 ans, il avait vécu dans 30 endroits différents en Scanie, Småland et Västergötland. Il a été victime d'intimidation à l'école et agressé par son beau-père.
Norstedt s'est intéressé à la musique à l'âge de 10 ans lorsqu'il a entendu "Buona Sera" de Little Gerhard. Il a acheté sa première guitare à l'âge de 15 ans après un travail d'été dans une ferme du Västergötland. Au cours des années 1960, il joue dans divers groupes, dont Pack of Losers de Tidaholm. Depuis les années 1970, il écrit des paroles pour divers groupes de danse, tels que Trio mé Bumba, Streaplers et Tommy Elfs.
Il sort son premier album en 1975 intitulé Errol. L'album Errol n'a pas été un succès et Errol a commencé à enregistrer des cassettes sous le pseudonyme de E. Hitler & Luftwaffe. Une chanson que Norstedt a enregistrée sur les cassettes d'E. Hitler était "Punkjävlar", ce qui a valu à Norstedt un contrat d'enregistrement avec CBS.
Errol Norstedt a regardé une émission sur la nature sur les méduses, dont les descendants sont appelés méduses, et c'est de là que Norstedt a eu l'idée du nom de scène Eddie Meduza. En 1978 sort son premier single sous le nom d'Eddie Meduza & The Roarin' Cadillacs avec "Punkjävlar" sur la face A et "Oh, What A Cadillac" sur la face B. John Norum, 14 ans, participe à "Punkjävlar". L'année suivante voit le single « Yea, Yea, Yea », qui atteint la première place des charts européens. Sur la face B du single se trouve la chanson "Honey B". L'album Eddie Meduza & Roarin' Cadillacs est créé, qui devient un succès. En plus de la chanson "Punkjävlar", l'album comprenait des chansons en anglais ainsi que "Skyrider", qui est un instrumental.
En 1980 sort l'album Garagetaper, dont l'image de couverture est une parodie de la couverture de l'album Joe's Garage de Frank Zappa. Il contient les chansons "Såssialdemokraterna", "Hakan", "Reatorn Läck I Barsebäck", "Va' Den Grön Så Får Du En Ny", "Torgnys Svettiga Ansikte" et "En Rock I Velinga" qui sont des chansons bien connues de Errol Norstedt. Sur l'album, son ami Jan-Åke Fröidh (7 février 1956 - 16 avril 2019) participe en tant que Smällphete Sigge à la chanson "Smällfete Sigges Hode".
En 1981, Errol Norstedt a réalisé sa grande percée avec l'album Gasen I Botten qui s'est vendu à plus de 50 000 exemplaires et contient les chansons "Gasen I Botten", "Mera Brännvin", "Volvo" et "Glasögonorm" qui sont quelques-unes de ses chansons les plus populaires.
En 1982, Norstedt rejoint Mariann Grammofon et réalise l'album För Jævle Braa!. Certaines chansons du disque étaient "Torsten Hällde Brännvin I Ett Glas Till Karin Söder" et une traduction suédoise de "Rockabilly Rebel".
Ensuite, Norstedt commence une tournée à travers la Suède, et suit l'album live Dåren É Lös, et sur la première édition vient le single "Fruntimmer Ska En' Ha...", qui est une chanson des cassettes d'E. Hitler. La prochaine édition de cet album ne contient pas le single.
En raison de désaccords entre Norstedt et le réalisateur de Mariann Grammofon, Bert Karlsson, à propos du single "Jag Vill Ha En Brud Med Stora Pattar", Norstedt revient sur CBS et enregistre l'album West a Fool Away. L'album contient une chanson au titre controversé "Heil Hitler", et dans la prochaine édition, elle est remplacée par "Leader of the Rockers", apparue pour la première fois sur la face B de "Jag Vill Ha En Brud Med Stora Pattar".
En 1985 sort l'album Ain't Got No Cadillac, qui est le premier album d'Errol Norstedt exclusivement en anglais. La version cassette contient toujours deux chansons en suédois, il s'agit de "Timber" et "Gubbarnas Heavy Rock And Roll". L'album n'a pas été un succès et l'album suivant, Raggare!, n'est sorti que sur cassette.
Le prochain album sort en 1990 et s'appelle You Ain't My Friend et est un album de divorce. Il s'agit du deuxième album de Norstedt exclusivement en anglais. La version cassette contient une chanson avec des paroles suédoises intitulée "Jag Vill Ha En Grammis".
Après cet album, Norstedt commence une tournée avec le comédien Micke "Svullo" Dubois dans une tournée intitulée "Griståget" mais en 1993 il s'effondre et on lui diagnostique une hypertrophie ventriculaire (hypertrophie cardiaque).
En 1994, Norstedt revient chez Mariann Grammofon et enregistre l'album Harley Davidson, Silver Wheels et Värsting Hits.
En 1999, il enregistre l'album Väg 13 avec Ultima Thule, et en 2001, il enregistre l'album Scoop avec Mariann Grammofon, qui sera son dernier album.
Le 17 janvier 2002, Errol Norstedt décède, à seulement 53 ans, d'une cardiomégalie due à un alcoolisme chronique.
Depuis sa mort, de nombreux recueils ont été publiés, des documentaires enregistrés et des livres écrits sur lui.

## Discographie
- 1975 : Errol
- 1979 : Eddie Meduza & Roarin' Cadillacs
- 1980 : Garagetaper
- 1981 : Gasen I Botten (en français: Le Gaz Au Fond)
- 1982 : För Jævle Braa! (en français: Trop Bon)
- 1983 : Dåren É Lös (en français: Le Fou Est Lâche)
- 1984 : West A Fool Away
- 1985 : Ain't Got No Cadillac
- 1990 : You Ain't My Friend
- 1995 : Harley Davidson
- 1997 : Silver Wheels
- 1998 : Värsting Hits
- 1999 : Väg 13 (en français: Itenéraire 13)
- 2001 : Scoop

### Cassettes
- 1976: Mannen Utan Hjärna
- 1977: E. Hilter & Luftkaffe Nr. 1
- 1977: E. Hitler & Luftwaffe Nr. 2
- 1979: E. Hitler & Luftwaffe Nr. 3 Del 1
- 1979: E. Hitler & Luftwaffe Nr. 3 Del 2
- 1980: E. Hitler & Luftwaffe - Greatest Hits
- 1983: Dubbelidioterna (Eddie Meduza & E. Hitler)
- 1985: Hej Hitler!
- 1985: Legal Bootleg (Boite de collecte, contient les cassettes Första Försöken (1964-1977), Fortsättning Följer (1970-1979), Mera Material (1979-1980), Svensktoppsrulle (1979). Fräckisar (1968-1983) et Bonnatwist (1979-1985)
- 1986: Raggare! (Eddie Meduza)
- 1987: E. Hilter På Dansrotundan
- 1987: Jag Blir Aldrig Riktigt Vuxen, Jag!
- 1987: Börje Lundins Julafton
- 1988: Radio Ronka Nr. 1
- 1988: Börje Lundins Kräftkalas
- 1988: Dårarnas Julafton
- 1989: Idiotlåtar
- 1989: Dårarnas Midsommarafton
- 1990: Radio Ronka Nr. 2
- 1993: Jubelidioterna
- 1994: Eddie's Garderob
- 1994: Kräftkalas -94
- 1996: Hjärndelirium 2000
- 1996: Radio Abonnerad
- 1996: Rockligan
- 1996: Scanaway
- 1996: Rätt Sorts Råckenråll
- 1996: God Jul, Era Rövhål!
- 1997: Göran Persson Är En Galt